# Thrasya granitica
Thrasya granitica är en gräsart som beskrevs av Alasdair Graham Burman. Thrasya granitica ingår i släktet Thrasya och familjen gräs. Inga underarter finns listade i Catalogue of Life.